# كريس ماركر
كريس ماركر (بالفرنسية: Chris Marker)‏ (و. 1921 – 2012 م) هو منتج أفلام، وناقد سينمائي، ومخرج أفلام، ومصور، وفنان، وكاتب سيناريو، ومونتير، ومنتج تلفزيوني، وفنان وسائط متعددة ‏، وصحفي، ومصور سينمائي، ومدرس، وشاعر فرنسي، ولد في نويي-سور-سين، توفي في باريس، عن عمر يناهز 91 عاماً.

## التعليم
تعلم في Lycée Pasteur (Neuilly-sur-Seine) ‏.

## جوائز وترشيحات
حصل على جوائز منها:
جوائز
- جائزة لويس ديلوك [الإنجليزية]‏ (1958)
- جائزة ساثرلاند [الإنجليزية]‏ (1983)

ترشيحات
- جائزة هوغو لأفضل عمل درامي، عن عمل: 12 قردا (1996)
- César Award for Best Editing [الإنجليزية]‏ (1978)

ترشح لـ:
- جائزة هوغو لأفضل طرح درامي، عن عمل: 12 قردا (1996)
- César Award for Best Editing [الإنجليزية]‏، عن عمل: A Grin Without a Cat [الإنجليزية]‏ (1978).

## وصلات خارجية
- كريس ماركر على موقع IMDb (الإنجليزية)
- كريس ماركر على موقع ألو سيني (الفرنسية)
- كريس ماركر على موقع ميوزك برينز (الإنجليزية)
- كريس ماركر على موقع تيرنر كلاسيك موفيز (الإنجليزية)
- كريس ماركر على موقع أول موفي (الإنجليزية)
- كريس ماركر على موقع قاعدة بيانات الأفلام السويدية (السويدية)
- كريس ماركر على موقع إن إن دي بي (الإنجليزية)
- كريس ماركر على موقع ديسكوغز (الإنجليزية)
- كريس ماركر على موقع قاعدة بيانات الفيلم (الإنجليزية)
- كريس ماركر على موقع كينوبويسك (الروسية)